# جرجا
جرجا، مدينة مصرية، تتبع محافظة سوهاج إداريا، والمدينة عاصمة مركز جرجا.

## التسمية
يُنسب الاسم عن الأصل المصرى القديم جرجة وتعنى العزبة أو المؤسسة أو المنشأة وربما تعنى أيضا المحلة أو الضيعة.
عرفت في مصر القديمة باسم «جرج مري امون رمسيس» ومعناها «مؤسسة رمسيس الثاني محب أمون».
هناك بعض المصادر التي تذكر ان جرجيو (أميرة فرعونية) وهي اخت لرمسيس الثاني سميت المنطقة علي اسمها ولكن الثابت تاريخيا ان أول ظهور لاسم جرجا كان دجرجا.
تنوعت أسماؤها واختلفت عبر الزمان، من أباذو، إلى طومان، ودجر، وداجرجر، ودجرجا، في العهد الفرعونى، ثم جرجى في القرن الثالث في العهد القبطي، إلى أن سميت أخيرًا جرجا.

## الجغرافيا والسكان

### الموقع
تقع مدينة جرجا على بعد حوالي 500 كيلو متر جنوب القاهرة، وجنوب مدينة سوهاج بحوالي 33 كيلو متر، تتبع إدارياً محافظة سوهاج وهي تعتبر نقطة إنتصاف في الصعيد المصري.
ويحدثنا الإمام المراغى في المخطوطة على جرجا وموقعها بالنسبة للبحر فيقول:
| جرجا | وقد كانت بعيدة عن الشاطئ بمسافة كبيرة، فقد كان البحر نحت الجبل المحاذ له إذ كانت السفن ترسو عند الجبل بقرب ولى يقال له الشيخ شاهين، وكان لبعد البحر عنها لا يأتى السقاؤون لها بالماء العذب في اليوم إلا مرتين لا غير، فهى بمسافة يومين أي يوم وليلة منها مسافة قصر بين هذه الصالة فيها ولو سافرها الإنسان في السفن البرية المحدثة اليوم المسماة بالوابورات | جرجا |

### الحدود
تقع مدينة جرجا جنوب محافظة سوهاج ويحدها
- من الشمال مركز العسيرات ومركز المنشاه.
- من جهة الجنوب مركز البلينا وأول حواضره برديس.
- من جهة الشرق مركز دار السلام.

### المساحة
تبلغ مساحة مركز جرجا المأهولة بالسكان 151.12 كم2.

### السكان
يبلغ عدد سكان المركز 551,449 ألف نسمة حسب تقدير يناير 2019. وتأتي في المركز الرابع من حيث نسب التحضر بعد سوهاج وأخميم وطهطا والأقل في الأمية بعد سوهاج وطهطا.

### الدين
كغيرها من مدن مصر، معظم سكان جرجا يعتنقون الإسلام على مذهب أهل السنة والجماعة وفق مدارسه الفقهية وطرقه الصوفية، وتوجد أقلية من المسيحيين أغلبهم من الأقباط الأرثوذكس.

### التقسيم الإداري
تبلغ مساحه مركز جرجا المأهولة بالسكان 177.59 كيلو متر مربع وينقسم مركز جرجا إلي مدينة جرجا وعدد 5 وحدات محلية قروية.

### الأحياء الرئيسية
يوجد العديد من الأحياء بالمدينة  أهمها:
- البياضي (كانت الي وقت قريب قرية ومع التطور العمراني أصبحت منطقة من مناطق المدينة).
- المشوادي (حي حديث المنشا ومن ارقي مناطق المدينة وأعلاها سعرًا وترجع تسميته نسبة الي عائلة المشوادي ).
- الحوزة (حي متوسط العمر كان معظمة عبارة عن حدائق واقطاعيات والان منطقة سكنية مكتظة وتقع بها مطرانية جرجا وكنيسة الملاك ميخائيل وكلية اللغة العربية جامعة الازهر ويضم جزء من شارع البحر أو كورنيش النيل).
- شيخ العرب (حي حديث المنشا يقع شمال غرب خط السكك الحديدية الذي يقسم المدينة الي نصفين شرقي وغربي أشهر شوارعه شارع حسني مبارك).
- منطقة وسط البلد (وتضم ميدان الصهريج أكبر ميادين المدينة - شارع السنترال - شارع سعد زغلول أشهر الشوارع التجارية - شارع فاروق شارع تجاري مميز).
- الابعادية (تقع جنوب غرب المدينة وهو حي حديث المنشا ومكتظ سكانيا ومن أهم شوارعها شارع أبو عاصم البصرى والذي أصبح مدخل المدينة من الجنوب).
- القيسارية ويعتبر من أهم وأقدم الاسواق التجارية حيث يمتد تاريخ هذا السوق إلى العصر العثماني وبه كثير من التجار الذين زاع صيطهم في التجارة. والقيسارة بها أيضا أقدم المساجد التاريخية مثل مسجد الصيني ومسجد الزبدة ومسجد عتمان...الخ
- الجبانة (من الاحياء القديمة).
- النفادة (أقدم مناطق المدينة ويعتبر الحي القديم أو جرجا القديمة وبه كل اثار المدينة الإسلامية).
- شارع السوق القديم (وله سمت خاص به وهو مخزن لارباب الحرف المهرة).
- الجزيرة (حي حديث يقع جنوب شرق المدينة نشأ علي بقايا جزيرة في النيل دفن الفرع الذي يفصلها عن الضفة الغربية للنيل).
- المشتل (حي حديث أيضا يقع جنوب المدينة وبه كثافة سكانية عالية جدا ويعتبر من الأحياء الشعبية المصرية).
- الصروان والمخمس (وهو احدث مناطق المدينة وامتداد المدينة جنوبا).
- الجزيرة الوسطانية (وهي جزيرة تقع قبالة المدينة وتعتبر قرية الي حد كبير وإن كانت تقع ضمن حدود مدينة جرجا الإدارية).

### الوحدات المحلية القروية

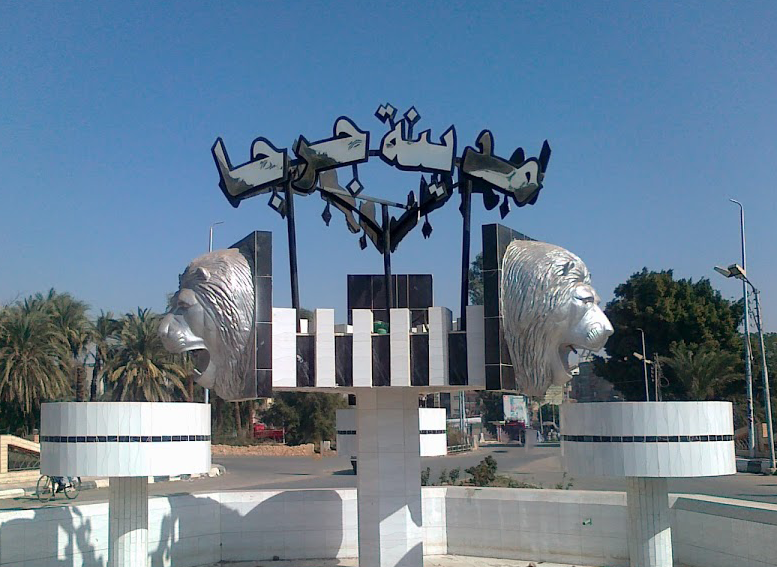
مدخل مدينة جرجا

تضم مدينة جرجا 5 وحدات محلية قروية  وهي كالاتي:
| العوامر بحري                                                                       | البربا | بيت علام                                               | المجابرة                                                                                | بيت داود |
| ---------------------------------------------------------------------------------- | --- | ------------------------------------------------------ | --------------------------------------------------------------------------------------- | --- |
| - العوامر بحري - العوامر قبلي - القرعان - بني عيش - نجع الغباشي - الخلافية (سوهاج) | - البربا (سوهاج) - خارفة جرجا - بندار التبينات - بندار الرملية - نجوع بندار - بندار الشرقية - نجع رمضان - نجع رمضان بندار | - كوم أشكيلو - بيت علام - المشاودة - الذنقور - الزنقور | - المجابرة (سوهاج) - مزاتة - الزواتنة البحرية - الزواتنة القبلية - كوم الصعايدة (سوهاج) | - بيت خلاف - بيت داود سهل - البياضي (قرية) - الجواهين - المحاسنة - المحاسنة الغربية - بيت الخريبي - الرقاقنة |

### المناخ
| البيانات المناخية لـجرجا          | البيانات المناخية لـجرجا | البيانات المناخية لـجرجا | البيانات المناخية لـجرجا | البيانات المناخية لـجرجا | البيانات المناخية لـجرجا | البيانات المناخية لـجرجا | البيانات المناخية لـجرجا | البيانات المناخية لـجرجا | البيانات المناخية لـجرجا | البيانات المناخية لـجرجا | البيانات المناخية لـجرجا | البيانات المناخية لـجرجا | البيانات المناخية لـجرجا |
| الشهر                             | يناير                    | فبراير                   | مارس                     | أبريل                    | مايو                     | يونيو                    | يوليو                    | أغسطس                    | سبتمبر                   | أكتوبر                   | نوفمبر                   | ديسمبر                   | المعدل السنوي            |
| --------------------------------- | ------------------------ | ------------------------ | ------------------------ | ------------------------ | ------------------------ | ------------------------ | ------------------------ | ------------------------ | ------------------------ | ------------------------ | ------------------------ | ------------------------ | ------------------------ |
| متوسط درجة الحرارة الكبرى °م (°ف) | 22.3 (72.1)              | 24.3 (75.7)              | 28.1 (82.6)              | 33.5 (92.3)              | 36.9 (98.4)              | 38.3 (100.9)             | 37.9 (100.2)             | 38.1 (100.6)             | 34.9 (94.8)              | 32.4 (90.3)              | 28.8 (83.8)              | 23.8 (74.8)              | 31.6 (88.9)              |
| المتوسط اليومي °م (°ف)            | 13.7 (56.7)              | 15.3 (59.5)              | 18.7 (65.7)              | 23.9 (75.0)              | 27.8 (82.0)              | 29.5 (85.1)              | 29.5 (85.1)              | 29.9 (85.8)              | 27.7 (81.9)              | 25.1 (77.2)              | 20.4 (68.7)              | 15.5 (59.9)              | 23.1 (73.6)              |
| متوسط درجة الحرارة الصغرى °م (°ف) | 5.1 (41.2)               | 6.1 (43.0)               | 9.4 (48.9)               | 14.3 (57.7)              | 18.7 (65.7)              | 20.8 (69.4)              | 21.2 (70.2)              | 21.8 (71.2)              | 20.5 (68.9)              | 17.9 (64.2)              | 12.2 (54.0)              | 7.3 (45.1)               | 14.6 (58.3)              |
| الهطول مم (إنش)                   | 0 (0)                    | 0 (0)                    | 0 (0)                    | 0 (0)                    | 0 (0)                    | 0 (0)                    | 0 (0)                    | 0 (0)                    | 0 (0)                    | 0 (0)                    | 0 (0)                    | 1 (0.0)                  | 1 (0)                    |
| المصدر: Climate-Data.org          |                          |                          |                          |                          |                          |                          |                          |                          |                          |                          |                          |                          |                          |

## التاريخ

### العصر الفرعوني

#### ما قبل الاسرات
ثينيس كانت مقراً لكونفدرالية قبلية مفترضة في مصر القديمة. ويعتقد أنه سبق التوحيد الكامل لمصر العليا حوالي 3100 قبل الميلاد.كان قادة الكونفدرالية على الأرجح من النبلاء القبليين لمدينة ثينيس. التي ستؤدي لاحقًا إلي دمج الدولة المشتركة المعروفة باسم «مصر العليا والسفلى».

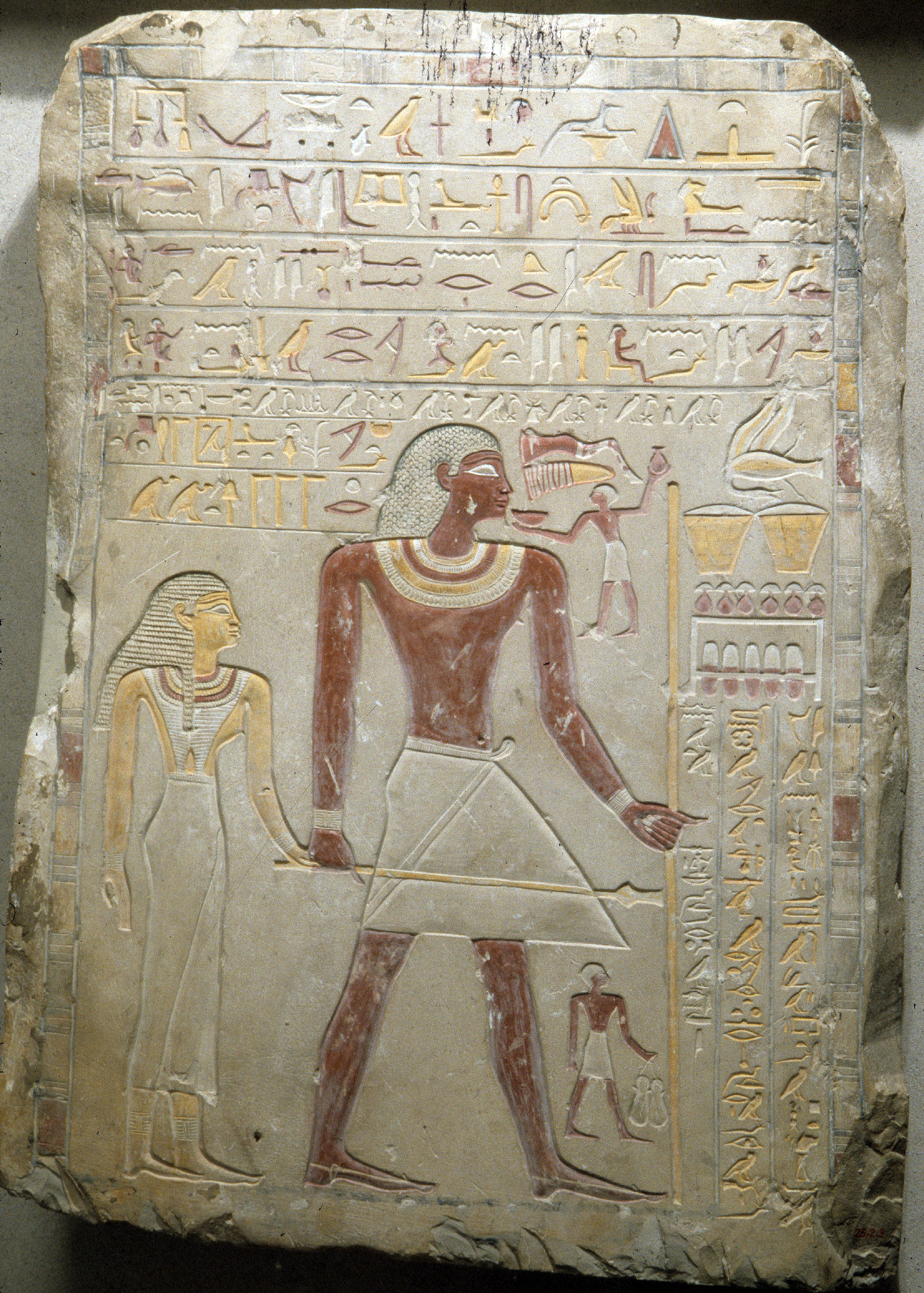
لوحة جنائزية للموظف الملكي إندي وزوجته كاهنة حتحور موتموتي من ثينيس

#### عصر الأسر المصرية المبكرة
عصر الأسرات المُبكر أو العصر الثِّيني (3200 - 2780) يضم الأسرتين اللتين يبدأ بهما التاريخ المدوَن لمصر الأسرة الأولى والثانية. بدأت هذه الفترة مع توحيد الملك مينا لمصر العليا والسفلى حيث كانت ثينيس التي تقع بالقرب من أبيدوس هي أول العواصم المصرية في عهدها الجديد؛ بالإضافة إلى العاصمة الشمالية التي يُنسب إنشائها للملك مينا والتي سميت منف.
يقول مانيتون أن ثينيس كانت العاصمة في الأسرة الثانية، كما في الأسرة الأولى. ولكن تم دفن الملوك الثلاثة الأوائل للأسرة الثانية في سقارة، مما يشير إلى أن مركز القوة انتقل إلى ممفيس.

#### عصر الدولة الوسطي
خلال فترة حكم إنتف الثاني الطويلة (2115 – 2066 ق.م) تميزت بالحرب مع مملكة هراكليوبوليس ولقد تقابل جيشاهما في منطقة أبيدوس، بحيث استولى كل واحد منهما بالتتابع على مدينة ثينيس ثم فقداها وأخيرا استطاع أنتف الثاني أن يمد أطراف مملكته جهة الشمال عند حدود مقاطعة هيبسيليس.
في السنة الرابعة عشرة من حكم منتوحوتب الثاني حدثت انتفاضة في الشمال. ترتبط هذه الانتفاضة على الأرجح بالنزاع المستمر بين منتوحتب الثاني المتمركز في طيبة والأسرة العاشرة المتنافسة المتمركزة في هيراكليوبوليس والتي هددت بغزو صعيد مصر السنة الرابعة عشرة من عهد منتوحتب تسمى بالفعل عام جريمة ثينيس. هذا يشير بالتأكيد إلى غزو المنطقة الهائلة من قبل ملوك هيراكوبوليتان الذين دنسوا على ما يبدو مقبرة أبيدوس الملكية المقدسة القديمة في هذه العملية. بعد ذلك أرسل منتوحتب الثاني جيوشه إلى الشمال. تم اكتشاف المقبرة الشهيرة للمحاربين في الدير البحري في عشرينيات القرن العشرين، وتحتوي على جثث ملفوفة بالكتان، غير محنطة من 60 جنديًا قتلوا جميعًا في المعركة، وكفنهم يحمل خرطوشة منتوحتب الثاني. نظرًا لقربها من المقابر الملكية في طيبة، يُعتقد أن قبر المحاربين هو للأبطال الذين لقوا حتفهم خلال الصراع بين منتوحتب الثاني وأعدائه إلى الشمال. ربما مات مري كا رع، حاكم مصر السفلى في ذلك الوقت أثناء الصراع، مما أضعف مملكته وأعطى منتوحتب الفرصة لإعادة توحيد مصر. التاريخ الدقيق الذي تحقق فيه التوحيد غير معروف، ولكن من المفترض أنه حدث قبل العام 39 من حكمه بقليل. في الواقع، تظهر الأدلة أن العملية استغرقت وقتًا، ربما بسبب انعدام الأمن العام للبلاد في ذلك الوقت.وتظهر اللوحات الجنائزية للضباط أنهم يحملون أسلحة بدلاً من الزي الرسمي المعتاد وعندما كان منتحوتب الثاني يرسل خليفة بعثة إلى بونت بعد حوالي 20 عامًا من إعادة التوحيد، كان لا يزال عليهم تطهير وادي الحمامات من المتمردين.

#### الدولة الحديثة
في عهد تحتمس الثالث، الفرعون السادس من الأسرة الثامنة عشرة، تم تسجيل الضريبة السنوية المفروضة على ثينيس لتشمل ستة ديكينات من الذهب ونصف ديكين من الفضة (الديكينات أحد الأوزان الحجرية التي وجدت في المملكة القديمة، تزن حوالى 13.6 جم)، إضافة إلى منتجات مثل الحبوب والماشية والعسل، يمكن إضافة أن المدينة لم تكن مزدهرة فحسب بل كانت أيضًا قوة إقليمية، إضافة إلى أنها تلعب دورًا مهمًا في المعتقدات الدينية للمصريين القدماء. ففي علم الكونيات المصري القديم، لعبت ثينيس دورًا كمكان أسطوري في السماء.كما هو موضح في كتاب الموتى، يمكن رؤية أهميتها الأخروية في طقوس معينة:
| جرجا                                                   | عندما ينتصر الإله أوزوريس ، "يذهب الفرح دائرته في ثينيس" | جرجا |
| — في إشارة إلى ثينس السماوية ، بدلاً من المدينة الأرضية |                                                          |      |

### العصر المملوكي
في العصر الإسلامي كانت لفترة طويلة ابتداء من عهد المستنصر بالله الفاطمى حتى عهد الظاهر بيبرس إحد المحطات في الطريق الرئيسى للحج كونها كون مدن الصعيد في ذلك الوقت بعد انقطاع الطريق الشمالى عبر سيناء، بالإضافة إلي أهميتها الخاصة في العصر المملوكى، حيث قام السلطان برقوق بإقطاع جرجا لهوارة فأعادوا عمرانها وإزدهرت فكثرت فيها زراعة النواحى والصناعة حيث انتشرت صناعة السكر.

### العصر العثماني

#### سليم الأول
المدينة قبل العصر العثماني كانت مدينة عامرة، ومقرا لإقامة الولاء والحكام وملجأ للخارجين من الأمراء كما كانت مستقرا للقبائل، وأهمها عرب هوارة، وتشير المصادر التاريخية إلى الإمكانات الاقتصادية لهذه البلدة، وما حوته من عمائر دينية وحانات ووكالات وقيساريات وما اشتهرت به من صناعات.
عمد السلطان سليم الأول إلى تقسيم مصر إداريا لأجزاء حتى لا تفكر جهة في الاستقلال بالحكم دون الأخرى وتوزيع حكمها بين جهات متنافسة  هم:
- دفتردار متمثلة في الديوان.
- أمير الحج متمثلاً في الوالي.
- القائم مقام لحين تعيين والي عثماني جديد متمثلاُ في البايات.
- حاكم إقليم جرجا الضخم في صعيد مصر فكان الصعيد من نصيب المماليك.[20][21]

وأبقى العثمانيون التقسيم الإداري في مصر في أول الأمر على ما كان عليه في العصر المملوكي؛ ولكن عندما مسحت الأراضي المصرية مسحا جديدا عام 1526م قسمت مصر إلى خمسة أقاليم كبرى تحمل كل منها اسم ولاية؛ وهي الغربية وعاصمتها المحلة الكبرى، والمنوفية وقاعدتها منوف الشرقية؛ والدقهلية وعاصمتها المنصورة؛ والبحيرة وعاصمتها دمنهور؛ وجرجا وعاصمتها جرجا وإقيم حاكم على كل ولاية برتبة كاشف ما عدا ولاية جرجاء التي تتميز بوضع إداري خاص بوصفها كبرى ولايات الصعيد؛ فقد كان يحكمها حاكم برتبة سنجق من سناجق المماليك الخمسة. وكان الكاشف بمثابة المحافظ في الوقت الحاضر إذا كان يحكم الولاية كلها وبمثابة مأمور المركز إذا كان يحكم جزءا من الكشوفية.

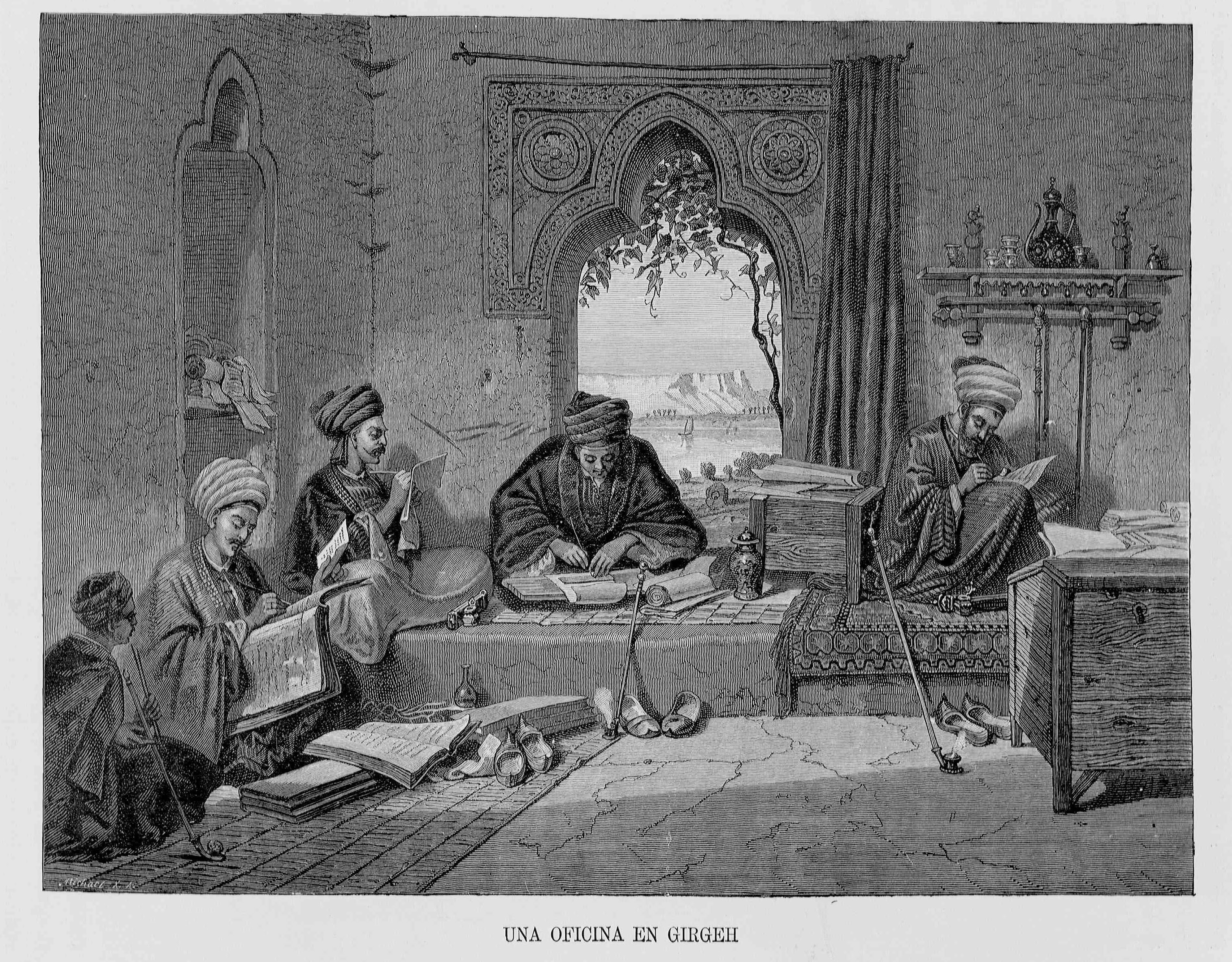
صورة قديمة لكتاب في جرجا عام 1882

بدأت دجرجا أو جرجا الصعود مع احتلال القوات العثمانية مصر فقد استطاع سليم الأول ان يحيد بعض أمراء المماليك ومنهم علي بك (يوجد مسجد باسمه في المدينة الآن) ومنحهم الأراضي الواقعة من جنوب أسيوط الي حدود النوبة لتكون ولاية عثمانية يأتيهم والي من الباب كل عام أو عام ونصف أصبحت دجرجا خلال تلك الفترة مركزا للحكم العثماني في جنوب مصر وإحدى كبريات مدن الامبراطورية العثمانية وازدهرت فيها التجارة والعلم وبنيت فيها العديد من المساجد الكبرى كمسجد عثمان بك ومسجد الفقراء (الزبدة) ومسجد جلال بك (أو الشيخ جلال) وكان مركز المدينة في تلك الفترة سوق التكية والغلال (لم يتبقى منه الآن إلا القيسارية ومسجد عثمان بك ومسجد الشيخ جلال حاليا).
مدينة جرجا كانت قاعدة ولاية الصعيد، وأصبحت في هذا العصر أهم وأغنى ولايات مصر حتى إن حاكمها أصبح يولي شيخ البلد في القاهرة، وهو زعيم المماليك في الأهمية وكان يعين بمرسوم من الباشا بمصر.
وقد اتسعت ولاية جرجا في العصر العثماني حتى أصبحت تشمل معظم أقاليم الصعيد وكان هدف العثمانيين من ذلك هو توحيد الصعيد تحت إدارة واحدة؛ وتقوية حاكمها الذي يمثل الحكومة بحيث يستطيع القضاء على أي تذمر أو ثورة تفكر في القيام بها القبائل العربية المنتشرة في الصعيد. هذا فضلا عن أن جرجا تعتبر وسط الصعيد؛ ومن ثم فإنه من السهل عليها الإشراف على البلاد التي في أعلاها والتي في أسفلها.

#### الصراع بين رضوان بك وعلي بك
عام 1647 حاول الباشا التخلص من رضوان بك (أمير الحج) لكن رضوان بك أستعان بالمماليك من الصعيد يقودهم علي بك والي جرجا وهزم القوات المتحدة للباشا، قانصوة بك وحليفه ماماي بك. استطاع الباشا ان يتحصن في قلعة صلاح الدين الأيوبي. لكن كلا البيكين قانصوة وماماي قبض عليهما وسجنا.
محمد باشا زاده الغازي
محمد باشا زادة الوالي العثماني علي مصر (1657-1660) سمى غازي بعد أن قمع تمرد محمد باي حاكم جرجا المملوكي بصعيد مصر عام 1659. بما أن محمد باشا كان يعرف أن محمد باي مدعوم من المتمردين، فقد أعلن الغزو عل إقليم جرجا. حصل الحاكم محمد باشا زاده علي فتوة من الأئمة التي تعلن أن محمد بك متمرد وخائن.
في عام 1733 م انتشر في المنطقة وباء الطاعون الذي حصد العديد من سكان المدينة وهجرها الباقي لمدة طويلة وأصبحت جرجا بعدها ولفترة غير قليلة مدينة مهجورة وخربة بعد أن كانت من أعظم المدن المصرية في تاريخ مصر.

#### علي بك الكبير
في عهد ولاية على بك الكبير سنة 1770م جرى تعديل إداري آخر كان الهدف منه استعادة السيطرة على نواحي ولاية جرجا الكبرى بعد القضاء على أمير قبيلة هواره الذي كان ييسط نفوذه على الصعيد الأعلى كله بهزيمته في موقعة أسيوط على يد محمد بك أبو الدهب وبمقتضى هذا التعديل قسمت ولاية جرجا إلى ثلاث ولايات هي:
- ولاية أسيوط وتضم ست كشوفيات هي أسيوط ومنفلوط وبنى عدي وأبو تيج وصدفا وطهطا.
- ولاية جرجا وتضم تسع كشوفيات هي أخميم وسوهاج والمنشاة وطوخ العسيرات وجرجا وفرشوط وبهجورة وهو.
- ولاية قنا وتضم ثمان كشوفيات هي قنا ودندرة وقوص والأقصر وإسنا وأدفو وأسوان والقصير.

وهكذا استقرت ولايات مصر العليا في نهاية القرن الثامن عشر زمن الحملة الفرنسية 1798م.
بعد ما تأكد علي بك الكبير من خيانة محمد أبو الدهب له أمر بتعيين أيوب بك حاكماً على جرجا، ونفي محمد أبو الدهب إلى الصعيد وأمتثل أبو الدهب للأمر. لكن في الصعيد، لم يهدأ أبو الدهب، وبدأ في تأليب المماليك على سيدهم علي بك الكبير خاصة عندما خرج للحرب في بلاد الشام فقام أبو الدهب باغتيال أيوب بك فخلا له الصعيد وجرجا والتف حوله كل المعارضين لعلي بك الكبير ومنها قبائل الهوارة والقاسمية. وبدأ الصراع بين أبى الدهب وعلى بك الكبير والذى انتهى بهزيمة علي بك الكبير في الصالحية.

### الحملة الفرنسية
عند قدوم نابليون بونابرت مع حملته نشبت معركة امبابة ضد إبراهيم بك ومراد بك وانتصر فيها نابليون بونابرت علي المماليك وفر مراد بك وبقايا جيشه إلى الجيزة، فصعد إلى قصره وقضى بعض أشغاله في نحو ربع ساعة، ثم توجه إلى جرجا بالصعيد.
في هذه الفترة بدأت مكانة مدينة جرجا في التراجع فقد استطاع الفرنسيون ان يستولوا علي المدينة وفقا لاتفاق الفيوم بين بين كليبر ومراد بك من ثم فقد منحوها إلى مراد بك الذي تراجع بمكانة جرجا العظيمة وقتها تراجعا كبيرا كولاية عثمانية كبري حتي خروجهم من مصر الذي أعقبه فترة اضطرابات.

### حكم محمد علي
تولي محمد علي باشا حكم مصر واستطاع القضاء علي المماليك عام 1815 وأصبح له اليد العليا في إعادة رسم الخريطة المصرية أنشأ محمد علي في جرجا مديرية كبيرة من ضمن مديريات مصر الـ16 وجرى عليها ما يجري من تغيير في حدود المديريات وتقلصت مساحتها وحجمها فبعد أن كانت تشمل جنوب وادي النيل من النوبة جنوبا حتي اسيوط شمالا أصبحت تشمل فقط علي عدة مدن وقري كطهطا والبلينا وسوهاي.

### العصر الحديث
قيمة تلك المدينة ومكانتها لم يمنع الحكومة في تلك الوقت ان تقوم بنقل مقر المديرية وقوات الأمن الممثلة للحكومة الي قرية سوهاي التي كانت مجاورة لمدينة جرجا لتتدهور مكانة جرجا أكثر وأكثر لتصبح في نهاية عام 1960 م مجرد مركز من مراكز محافظة سوهاج.
جرجا الآن مدينة تجارية في الأساس تغيرت مساحتها وتعد الآن أكبر مدن المحافظة وجنوب الصعيد.

## المعالم الطبيعية والسياحية

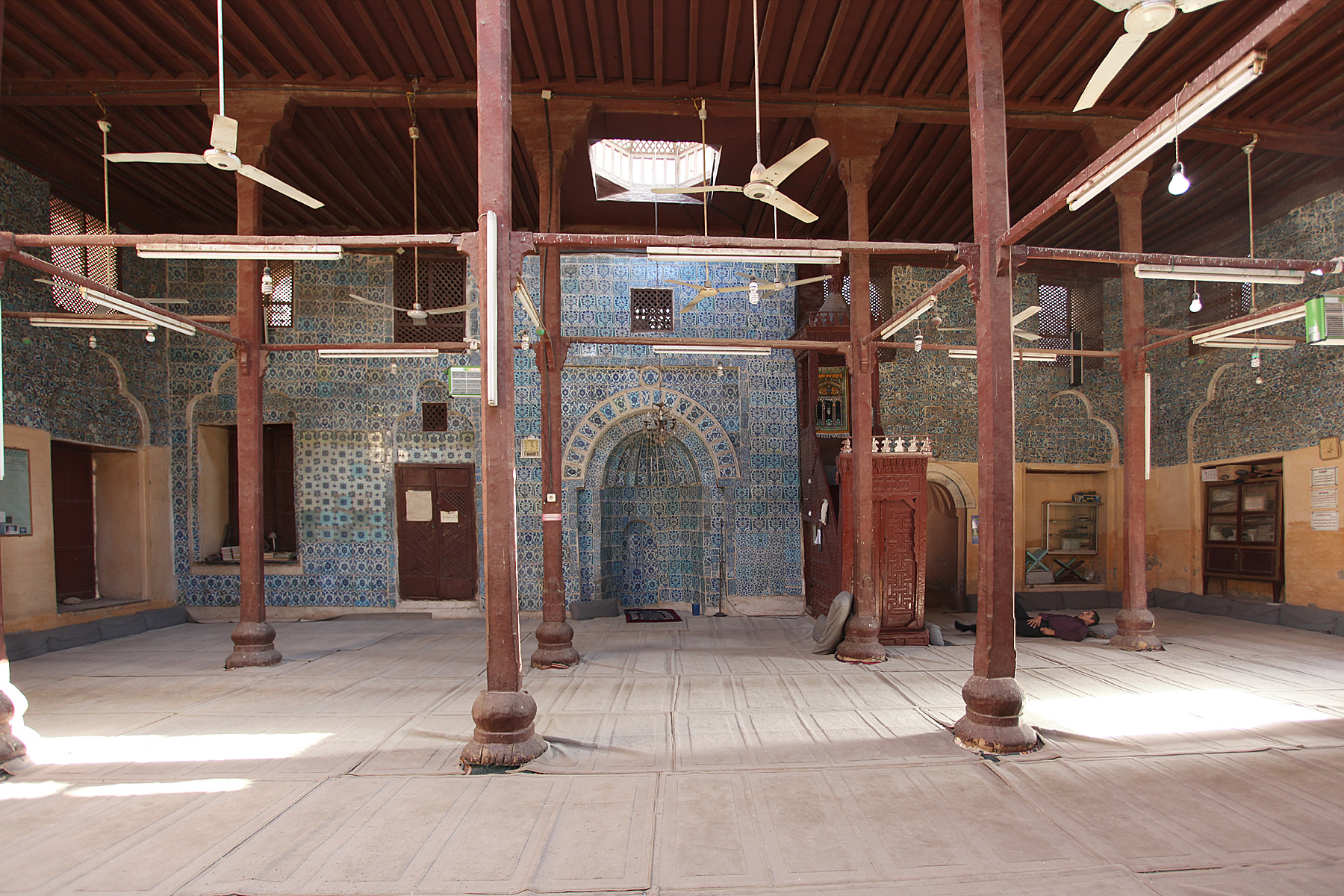
من داخل الجامع الصيني بجرجا

### جرجا الفرعونية
- مصطبة الملك زوسر مرسي الأسرة الفرعونية الثالثة والتي اكتشفها المسيو أوجست مارييت عندما جاء الي مصر عام 1850، موفداً من قبل الحكومة الفرنسية، للبحث عن بعض الآثار والمخطوطات وتتواجد بمنطقة غرب قرية بيت خلاف في مركز جرجا التابعة لمحافظة سوهاج ووجد بداخلها، خرطوش للملك زوسر، ومثيرة فنية بديعة، وحجرات وممرات، علي عمق 30 متراً تحت الأرض، ومن الممر الأوسط هناك ما يقرب من 18 حجرة، وتقع حجرة الدفن هي الحجرة الكبيرة في الوسط ويوجد أيضاً بئر بعمق 26 متر، كانت تنزل خلاله الكتل الحجرية التي سدت الممرات وحجرة الدفن.[27]
- منطقة «الرقاقنة» الأثرية التي تحوي مصاطب مشيدة بالطوب اللبن من الأسرتين الثالثة والرابعة.[28]
- منطقة «المحاسنة» الأثرية التي عثر فيها علي مقابر من عصر ما قبل الأسرات، ومن العصر العتيق، وحوت المقابر الكثير من الأدوات والأثاث الجنائزي الذي كان يصاحب المتوفى.[29]
- منطقة «المساعيد» الأثرية التي عثر بها على 70 مقبرة أثرية يعود تاريخ إقامتها لحضارة نقادة الثانية والثالثة.[28][29]

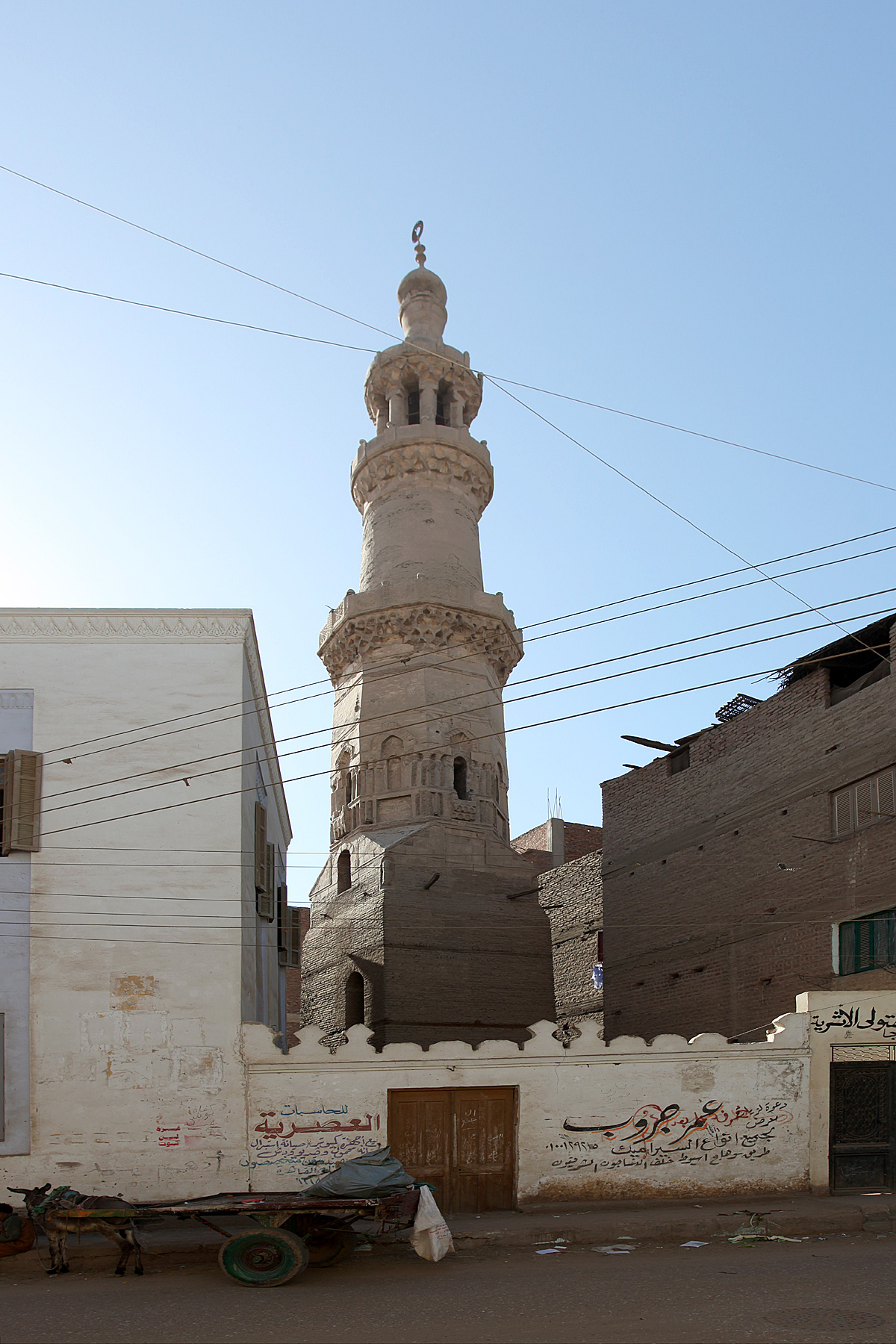
مئذنة جامع المتولي

### جرجا الإسلامية
- القيسارية وتشير كلمة «القيسارية» إلى مراكز التجارة والبيع والشراء خلال العصر العثماني، وكانت جرجا قديما تسمى «دجرجا»، ومثلت واحدة من نقاط مرور قوافل التجارة الرئيسية.[20]
- مسجد عثمان بك المسجد مكون من صحن مكشوف تحيط به 4 أروقه، أكبرهم وأعمقهم رواق القبلة ويحتوي على منبر مصمم بشكل فني عربي إسلامي، معشق يشكل بين ثناياه كلمة “الله”، وتتوسط الرواق الأكبر نجفة كبيرة، ومحرام دقيق التصميم، والمسجد به أيضًا 19 فتحة تهوية أعلى الجدران، وأسفلها 19 شباكا ضخما، و21 عامودا، وينفرد أحدهم بكونه أحد الأعمدة الأساسية التي ترجع لزمن بناء المسجد قبل 276 عامًا بالتحديد.[30]
- مسجد الفقراء (الزبدة) يقع بمنطقة القيسارية بمدينة جرجا وأنشائه الأمير ريان بن عايد أحد أمراء المماليك سنة 1145هجرية 1732 ميلادية وقد سمى بمسجد الزبدة نسبة إلى سوق بيع الزبدة الذي كان ينعقد أمامه والمسجد عبارة عن أربعة أروقة تحيط بصحن منخفض يسمى دورقاعة ويغطيه شخشيخة خشبية ويوجد أيضا ملقف للهواء بالسقف يتقدم المحراب وللمسجد من الداخل ثلاثة محاريب ويعتبر المحراب الأوسط هو الأكبر والرئيسى.[31]
- مسجد جلال بك (أو الشيخ جلال) وعرف باسم المدرسة العثمانية وبه مصلى للنساء وهو مكون من 3 طوابق ويرجع تاريخه إلى عام1189 هجرية ويحتل هذا المسجد موقعا فريدا بمدينة جرجا وله واجهتين شمالية وغربية جهة شارع سيدي جلال وشارع قيسارية أبي هريدي وشيدت جدرانه بالطوب الذي تكسيه طبقة من البياض ويبلغ سمك الجدران 1.10م فيما عدا كتلة المدخل المشيدة من الحجر .[32]
- جامع المتولي يحتل هذا المسجد موقعا فريدا بمدينة جرجا وله واجهتين شمالية وغربية جهة شارع سيدي جلال وشارع قيسل وله منارتان احدهما تهدمت أما المنارة الأخرى فهي الموجودة حاليا وتذكر أنها من إنشاء على بك الفقاري أما المسجد نفسه فقد تهدم عام 1947 م وأنشئ مكانه معهد جرجا الديني. وتقع المئذنة بالجهة الشمالية الشرقية من موقع المسجد وقد بنيت بالطوب المحروق وفيما عدا القسم الذي يعلو القاعدة فقد شيد بالحجر وكذلك درابزين الشرفة الأولى والثانية وأعمدة جوسق المئذنة فقد شيدوا جميعا بالحجر.ارية أبي هريدي .وقد أنشئ عام  1189 هـ  وشيدت جدرانه بالطوب الذي تكسيه طبقة من البياض ويبلغ سمك الجدران 1.10م فيما عدا كتلة المدخل المشيدة من الحجر .[33]
- الجامع الصيني بمدينة جرجا جنوب محافظة سوهاج هو واحد من أهم وأعرق الآثار الإسلامية الموجودة بالمحافظة، ويرجع تاريخه إلى العصر العثمانى، وسمى المسجد بالمسجد الصينى نظرا لوجود بلاطات «قيشانى» صينى مزخرفة تم جلبها من تركيا لتزيين قبلة المسجد وبعض من جدرانه وهذه الطريقة في عملية التغطية كانت سائدة في العصرين المملوكى والعثمانى.[34]
- حمام ومأذنة علي بك الكبير بناه الأمير ” محمد بن عمر بن عبد العزيز «المعروف باسم» محمد أبو السنون”، وقد شيد في القرن 9 هــ 15 م، وتم تجديده على يد الأمير «علي بك الفقاري» حاكم جرجا، ولذلك نسب على اسمه .

## الثقافة
كانت مدينة جرجا واحدة من أكثر المدن المنتشرة بها التعليم والثقافة حيث أنه ازدهر بها التعليم في العصر العثمانى وما تبعه من تلك العصور .
يوجد بالمركز بيت ثقافة ومكتبة عامة وعدد 2 مكتبات طفل ومكتبة اكاديمية.

## الزراعة
بلغ إجمالي الزمام المنزرع بمركز جرجا 36132 فدان والمساحة المحصولية 58789 فدان، ويوجد بالمركز عدد 31 جمعية تعاونية زراعية.
أهم المحاصيل التي تشتهر بزراعتها:
- القمح.
- الذرة الشامية.
- قصب السكر.

## الأقتصاد
كانت تلك المدينة من أهم المدن التجارية في مصر على مر العصور حيث وصفها الفراعنة القدماء في كتاب الموتي بأنها قطعة من الجنة وهذا دليل على مكانتها الأقتصادية وفي عصر المماليك والعثمانين كانت أهم وأغنى ولايات مصر حيث تشير المصادر التاريخية إلى الإمكانات الاقتصادية لهذه البلدة حيث كان بها عمائر دينية وحانات ووكالات وقيساريات وما اشتهرت به من صناعات. وكان بها أيضاً سوق التكية والغلال (تبقى منه القيسارية) حيث كان في ذلك الوقت من أهم وأكبر الأسواق المصرية وبعد مرور الوقت فجاءتها حالة من التدهور والخراب والتدمير بعد دخول مرض الطاعون بها عام 1733م وأصاب منها الكثيرون وهجرها الباقى.

## الخدمات الحكومية

### وحدة مرور جرجا
وحدة مرور جرجا مكونة من 5 طوابق وهي بديلة للوحدة القديمة التي كانت تمثل عائقا كونها على الطريق الزراعى وتخدم القطاع الجنوب الغربى بمحافظة سوهاج «المنشأة العسيرات قسم جرجا ومركز جرجا والبلينا» وتقع على مساحة 21 ألف متر بواقع 5 أفدنة بطاقة استيعابية 168 ألف ملف و100 ألف رخصة قيادة ساحة الانتظار تسع 180 سيارة وبها مكان خاص لكبار السن وكراسى متحركة لذوى الاحتياجات الخاصة ومكان للانتظار أثناء إنهاء الإجراءات داخل الوحدة.

### مكتب جوازات جرجا
في 14 يوليه 2013، افتتح مساعد وزير الداخلية مدير أمن سوهاج المقر الجديد لقسم جوازات جرجا بسوهاج الكائن بمنافع ترعة نجع حمادى حوض الزهورات بمدينة جرجا لتطوير العمل والبدء في استخراج جوازات السفر المميكنة للمواطنين.

### إدارة تموين جرجا
في 13 أبريل 2021، خلال الاحتفالات بالعيد القومي لمحافظة سوهاج، تم افتتاح إدارة التموين بمركز جرجا، بعد الإحلال والتجديد وتزويده بكل وسائل الاتصال الحديثة بتكلفة 5 ملايين و400 ألف جنيه.

## الصحة
تحتوي جرجا علي مستشفي عام ومستشفي حميات وبنك دم و6 مستشقيات خاصة و35 وحدة ريفية و41 وحدة تنظيم أسره.

### مستشفى جرجا المركزى
في إطار خطة المحافظة لتطوير المنظومة الطبية تم بدء العمل سنة 2014 في مشروع إحلال وتجديد مستشفى جرجا المركزى بتكلفة 219 مليون جنيها وتتكون من 3 أدوار وبدروم ويضم العيادات وغرف الأشعة وصالات الغسيل الكلوي والاستقبال وغرف العمليات والعناية المركزة وأجنحة إقامة المرضى وغرف عمليات الولادة القيصرية وغرف عمليات الولادة الطبيعية والحضانات والمبتسرين .
في 09 مايو 2021، أشار محافظ سوهاج إلى استمرار العمل لإنشاء مستشفى جرجا العام، بتكلفة 220 مليون جنيه، بتمويل من وزارة الصحة، حيث بلغت نسبة التنفيذ بالمشروع 80٪، ومن المقرر الانتهاء من المشروع خلال الفترة القادمة، لتوفير الخدمات الطبية لأهالى مركز جرجا، والمراكز المجاورة.

### مستشفى حميات جرجا
أعلنت مديرية الشئون الصحية بمحافظة سوهاج يوم الأحد 05 يوليو 2020 عن بدء التشغيل الفعلى لمستشفى حميات جرجا وذلك لخدمة المواطنين بجنوب المحافظة وخاصة لحالات الإصابة والاشتباه بفيروس كورونا المستجد حيث قامت المديرية بالتعاون مع أحد رجال الأعمال بالانتهاء من كافة التجهيزات الخاصة بالمستشفى والذى يعد إضافة جديدة للمنظومة الطبية بالمحافظة.
مستشفى حميات جرجا يعمل بطاقة استيعابية 48 سريرا ومخصص بها طابقين سعة 40 سرير، و4 عنابر لكل دور سعة كل عنبر 3 سرير، ويوجد 2 عنبر للعزل، وكل عنبر به 4 غرف سعة كل غرفة 2 سرير، وبها شبكة غاز للعمل بغرف العناية المركزة وغرف العزل.

## الصناعة

### مصانع السكر والتكرير بجرجا
تم إنشاء المصنع سنة 1985 تقع مصانع السكر والتكرير بجرجا جنوب محافظة سوهاج على مساحة 155 فدانًا شرق المدينة على النيل مباشرة، حيث يعمل به 1138 عاملًا وينتج حوالي 60 الف طن سكر سنويا وبطاقة تخزينية تصل إلي 40 الف طن سكر وينتج المصنع سكر ابيض ومولاس والباجاس (مصاص) وطينة المرشحات وحاصل علي شهادات ISO 900 1 +  ISO 1400 1 + OHSAS 1800 1.

### المجمع الصناعي الجديد في غرب جرجا
يقع جنوب غرب مدينة سوهاج على مساحة 1086 فدان وتبعد 17 كم (غرب مدينة جرجا - السكة الحديد - نهر النيل) ويمر بها طريق القاهرة / أسوان الصحراوي الغربي ويقع جنوب مدينة ومطار وجامعة سوهاج  ويحتوي علي:
- مشروعات تمت الموافقة عليها 188 مشروع  توفر  2843 فرصة عمل.
- مشروعات بدأت الإنتاج  93 مشروع يوفر 1881 فرصة عمل.
- مشروعات جارى الإنشاء  31 مشروع يوفر 727 فرصة عمل.
- مشروعات تسلمت الأرض ولم تبدأ التنفيذ  64 مشروع يوفر 228 فرصة عمل.

يوم الإثنين 21 ديسمبر 2020 دشن محافظ سوهاج ورئيس الهيئة العامة للتنمية الصناعية مشروع تنفيذ أعمال شبكات البنية التحتية للمناطق الصناعية بغرب طهطا وغرب جرجا، بتكلفة مليار و400 مليون جنيه. وتشمل الأعمال توصيل شبكات المياه والصرف الصحي والغاز، وشبكات الحريق والكهرباء، والاتصالات.

## النقل والمواصلات

### الطرق
يغطى مركز جرجا شبكة من الطرق المرصوفة حيث بلغت 190 كم طرق داخلية و327.5 كم طرق أقليمية.
في 23 أغسطس 2021، قامت الوحدة المحلية لمركز ومدينة جرجا، بصيانة وتركيب مطبات صناعية جديدة بشوارع المدينة لتنظيم حركة المرور من حيث الدخول والخروج، والحد من الازدحام المروري بشوارع المدينة، حفاظا على سلامة وأرواح المواطنين، والاهتمام بالعمل على راحة الأهالي، وتوفير الخدمات الأساسية لهم.

### كوبري محور «جرجا – دارالسلام»
محور كوبري جرجا مقام على النيل بمحافظة سوهاج، بطول 10 كم وبعرض 21 مترًا وبه فتحه ملاحيه بطول 130 م تسمح بمرور جميع العبارات والمراكب والبواخر السياحية في الاتجاهين وهو يمثل شريانا حيويا لمراكز جنوب المحافظة ويوفر عناء الانتقال عبر شرق وغرب النيل بين مدينتي جرجا ودار السلام بعد ان كانت الحركة قاصرة علي العبارات النهرية حيث يربط طريق «القاهرة - أسوان» الزراعي شرق النيل وطريق «سوهاج - البحر الأحمر»، وطريق «القاهرة – أسوان» الزراعي غرب النيل.

### مطار سوهاج الدولي
وهو مطار جديد يخدم محافظة سوهاج، ويقع في الظهير الصحراوي الغربي لمركز جرجا على مساحة 18 كيلومترا مربعا وعلى بعد 40 كم من مدينة سوهاج، مصر. أفتتحه الرئيس السابق محمد حسني مبارك رسمياً في 25 مايو 2010 وسمي بأسم مطار مبارك إلي أن تم تغييره بعد ثورة 25 يناير. ويعد من أكبر المطارات بمصر حيث يعتبر المطار الجديد بمثابة الشريان الثاني لتحقيق التنمية الحقيقية لمنطقة صعيد مصر. يعرف باسم مطار بيت خلاف من قبل السكان المحليين بسبب قربها من القرية.

### كوبري جرجا أعلى مزلقان السكة الحديد
يبلغ طوله 1200 م طولي وبعرض 122 متر بنظام الاتجاهين وبتكلفة 76 مليون جنيه لمرور السيارات. يربط الكوبري بين ثلاثة محاور رئيسية حيث يربط بين شرق المدينة وغربها، يعتبر كوبري المزلقان البحري أو المعروف ب«الكوبري البحري» مدخل رئيسي لمدينة جرجا كما يساهم في تحقيق السيولة المرورية والحد من حوادث تقاطع خطوط السكك الحديدية مع الطرق السطحية، وتيسير نقل الخدمات والمنتجات من مصانع سكر جرجا من وإلى المدينة والقضاء على الزحام والتكدس وإضافة بعد وشكل حضاري للمدينة التاريخية. تم تأجيل ميعاد إفتتاح كوبري جرجا البحري من يوم 2020/06/15 إلى يوم 30/12/2020 حيث أنه تم إستغراق مدة كبيرة نسبياً للانتهاء من المشروع بالنسبة لحجمه.
في 7 مايو 2021، أعلن وزير النقل التشغيل التجريبي لكوبري جرجا أعلى السكة الحديد بمحافظة سوهاج، وذلك لخدمة المواطنين وتسهيل حركة التنقلات شرق وغرب السكة الحديد وتحقيق السيولة المرورية بمدينة جرجا، ومنع التكدس والقضاء على الحوادث الناتجة لعبور السيارات لمزلقان السكة الحديد بمدينة جرجا، كما يبلغ طول الكوبري 1300 متر بالمداخل وعرض 2 حارة مرورية وبتكلفة 76مليون جنيه وبلغت نسبة تنفيذه 100%.

### محطة سكك حديد جرجا
محطة سكة حديد مدينة جرجا (محافظة سوهاج) أحد المحطات بوجه قبلى ضمن مشروع تطوير محطات السكك الحديدية وكانت بداية مشروع تطوير المحطة 2009 وتم تنفيذها وتسليمها عام 2014.

### نفق المشاة بجرجا
هو نفق تحت خطوط السكك الحديد يربط شرق المدينة بغربها. في 14 يناير 2021، تم تطوير النفق حيث قامت الوحدة المحلية لمركز ومدينة جرجا أعمال الدهان والزخرفة والتجميل والتزين وتركيب كشافات الإضاءة بنفق المشاة أسفل السكة الحديد.

فيلم شفيقة ومتولي مبني علي أحداث حقيقية حدثت في جرجا

## التعليم
تحتوي جرجا علي 116 مدرسة من المرحلة الأبتدائية وعلي 66 مدرسة من المرحلة الاعدادية و7 مدرسة من المرحلة الثانوية العامة و6 مدرسة من المرحلة الثانوية الصناعية و2 مدرسة من المرحلة الثانوية التجارية و1 مدرسة من المرحلة الثانوية الزراعية.

### كلية اللغة العربية بجرجا - جامعة الازهر
تأسست كلية اللغة العربية بجرجا بنين جامعة الأزهر بموجب القرار الوزارى رقم 349 في 16 فبراير 1985 م وذلك بناء على قرار السيد رئيس الجمهورية رقم 370 لسنة 1985 بتحديد الوزير المختص لشئون الأزهر بالموافقة على إنشاء الأقسام العلمية بالكلية وتم افتتاح الكلية في العام الجامعي 1993/ 1994 بمقرها الحالي .

## التراث والاعلام
- شفيقة ومتولي هي قصة حقيقية لشاب من جرجا الواقعة في محافظة سوهاج، تم تجنيده في الجيش في مطلع القرن العشرين ليكتشف بعد سنتين من تغيبه عن قريته أن أخته شفيقة قد هربت من البيت وأصبحت مومساً ذات شهره واسعة، هنا يقرر متولي أخذ أجازة من الجيش والبحث عن أخته التي يعثر عليها في مدينة أسيوط، فيقوم بذبحها مستعيناً بثلاثة من أصدقائه يساعدونه على التخلص من عارها. بعد عملية القتل يتم القبض على متولي وتقديمه لمحاكمه سريعة وصوريه تحكم عليه بالسجن ستة أشهر على ذبح أخته كما “يليق” بقضايا الشرف! أضف إلى ذلك، انه يقضي فترة محكوميته لا في السجن كما هو الحال مع المحكومين أصحاب الجنح الجنائية لاسيما القتلة منهم، إنما في ثكنته العسكرية كما يليق برجالات الجيش وفيلم شفيقة ومتولي مستوحي من أحداث هذه القصة ولها موال شهير جدا شفيقة ومتولي.[56]
- برج جرجا الشهيرالذي أثار جدل واسع مؤخرا عقب صدور قرار إزالة له، بينما طالب عدد من المواطنين باستغلاله لصالح الدولة أو تخصيصه لعزل حالات كورونا،[57] تم تخطيط هدمه بإزالة الطوابق من الحادى عشر إلى السابع يدويا عن طريق عمال الهدم، ثم عملية الإزالة باستخدام المعدات اللازمة والشاكوش، حتى إزالة المبنى بالكامل حتى سطح الأرض، ورفع الأنقاض.[58] البرج تم تشييده في أعقاب ثورة 25 يناير، على مساحة 435 متراً وبارتفاع 12 طابقاً على أملاك الدولة وحرم الطريق، ويتكون البرج من 60 شقة سكنية بواقع 5 شقق كل طابق بالإضافة إلى بدروم أرضي.[59] تم ادانة 17 موظفًا بسبب العقار المخالف، بينهم مديرين إدارة هندسية سابقين بالوحدة المحلية لمركز ومدينة جرجا «مفصولين»، مدير إدارة الأملاك الأسبق بالوحدة المحلية «محبوس»، 14 موظف من إدارات مختلفة «محالين للمحاكمة التأديبية».[60] في يوم السبت 18 يوليو 2020 انتهت الشركة المنفذة لإزالة برج جرجا بسوهاج اليوم من أعمال الإزالة حيث تم هدمه نهائيا، وسقط اليوم البرج بالكامل بعد عملية ازالة استمرت لمدة 21 يوم.[57]

## أعلام المدينة

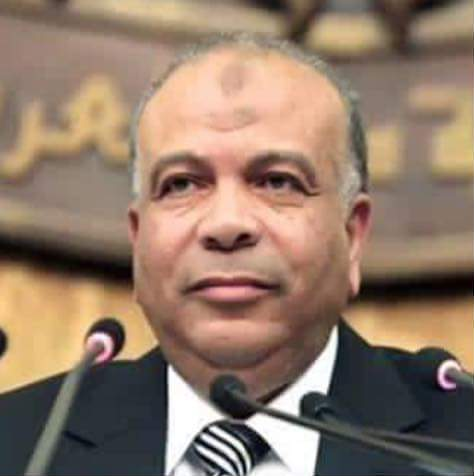
الدكتور سعد الكتاتني رئيس مجلس الشعب السابق
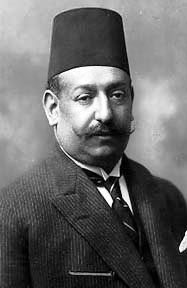
فخري عبد النور مؤسس مشارك لحزب الوفد
جورج سيدهم
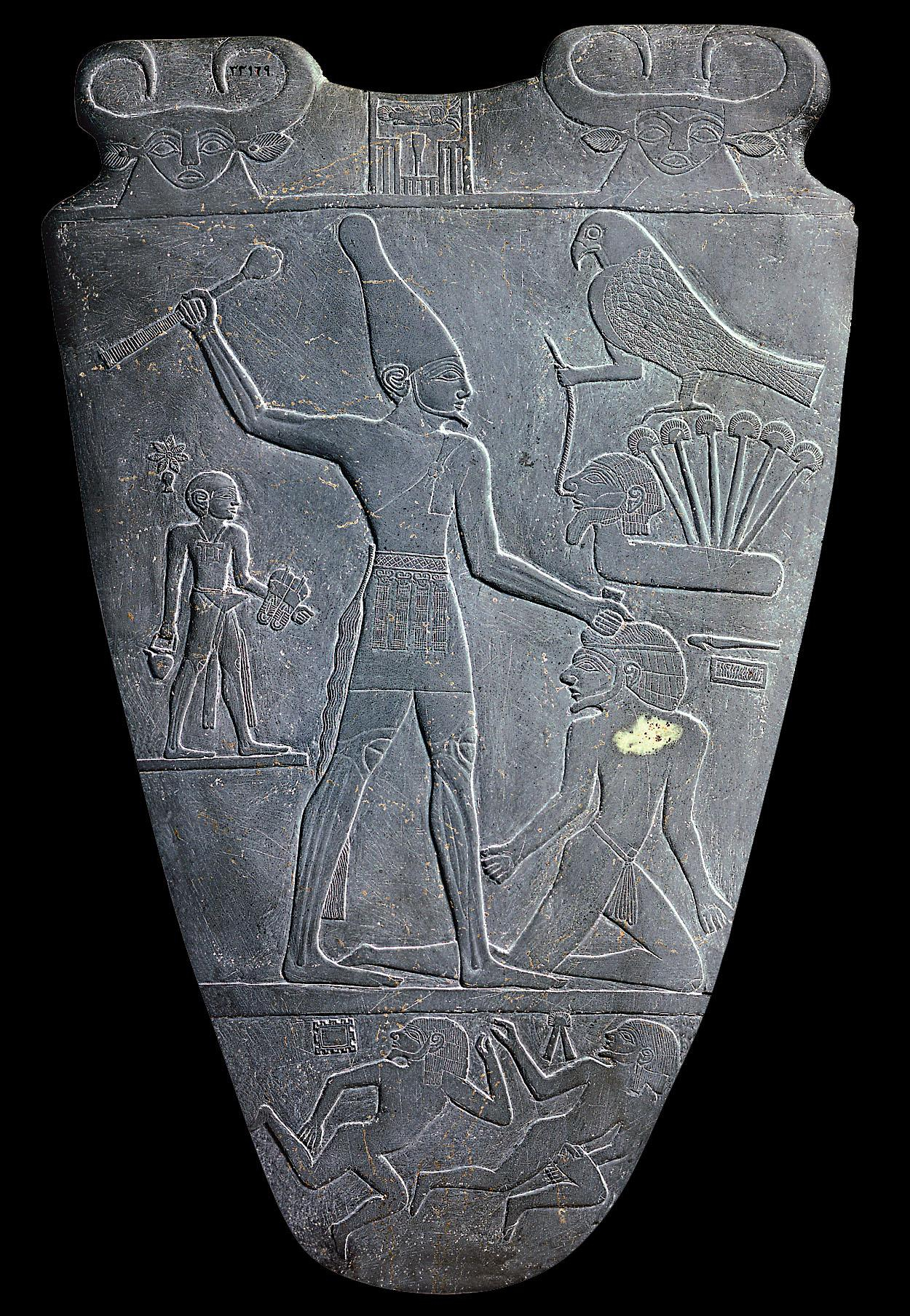
الملك مينا موحد مصر

- علي الجرجاوي- شيخ المسافرين.
- ثابت فرج الجرجاوي، أديب، تخرج بالأزهر وشارك في الحركة الوطنية بمصر 1919 واعتقل ونفي إلى مالطة.
- خالد الأزهري- نحويٌ مصري من جرجا، عاش في القرن التاسع الهجري.
- محمد شاكر- عالم أزهري، وأبو أحمد محمد شاكر، ومحمود محمد شاكر.
- الشيخ حيدر المصري قارئ مدينة جرجا الأشهر.
- الفريق يونس المصري قائد القوات الجوية المصرية السابق - وزير الطيران المدني الحالي.
- الفنان جورج سيدهم.
- محمد النبوي المهندس، وزير الصحة الأسبق.
- فخري عبد النور سياسي مصري ومؤسس مشارك في حزب الوفد.
- محمد سعد الكتاتني سياسي مصري.

- د.احمد عيسي ملماط وزير الأثار الأسبق.

## معرض صور

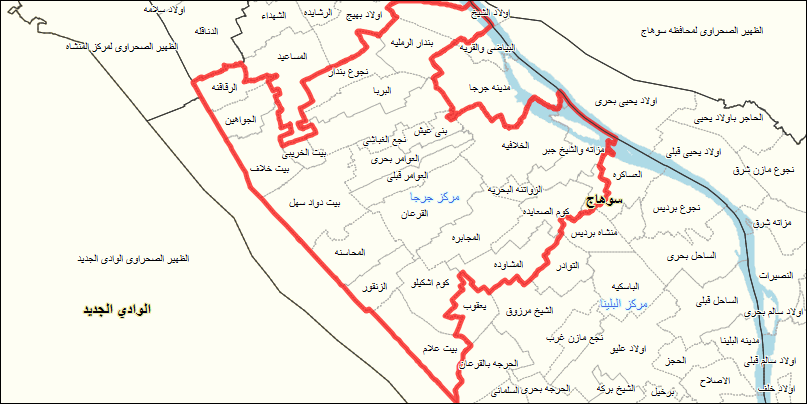